# قصه‌های کیش (سفارش)
قصه‌های کیش (سفارش) فیلمی به کارگردانی  و نویسندگی ابوالفضل جلیلی ساختهٔ سال ۱۳۷۷ است.

## بازیگران
- حافظ پاکدل